# シミー
シミー（Shimmy）とは、ダンスの一種。
体自体は動かさず、肩のみを前後に動かす。右肩が前に出たときは、左肩が後ろに来る。ひじは体につけた状態に近く、ひじから先は体から離れている。肩が動いているとき、手の位置は固定する。1920年代、アメリカではフラッパーといわれるダンサー達がジャズの音楽にあわせてこのダンスをすることが流行った。名前の起源はギルダ・グレイ（Gilda Gray）という、ポーランドからアメリカに移住したダンサーが言ったコメントから、という説がある。ギルダは自分のダンスのスタイルについて聞かれたとき、強い訛りで「私はシミーズをつかんで踊っているの。（I'm shaking my chemise.）」と言ったといわれている。彼女はこれを否定している。
このダンスと似た動きは他の民族の踊りにもある。ジプシーの踊りの中にもあり、ロシアでは「Cyganochka（ジプシーの娘、の意味）」と呼ばれている。
速く肩を動かせば、胸が揺れるため魅惑的な効果が生まれる。